# Justis- och beredskapsdepartementet

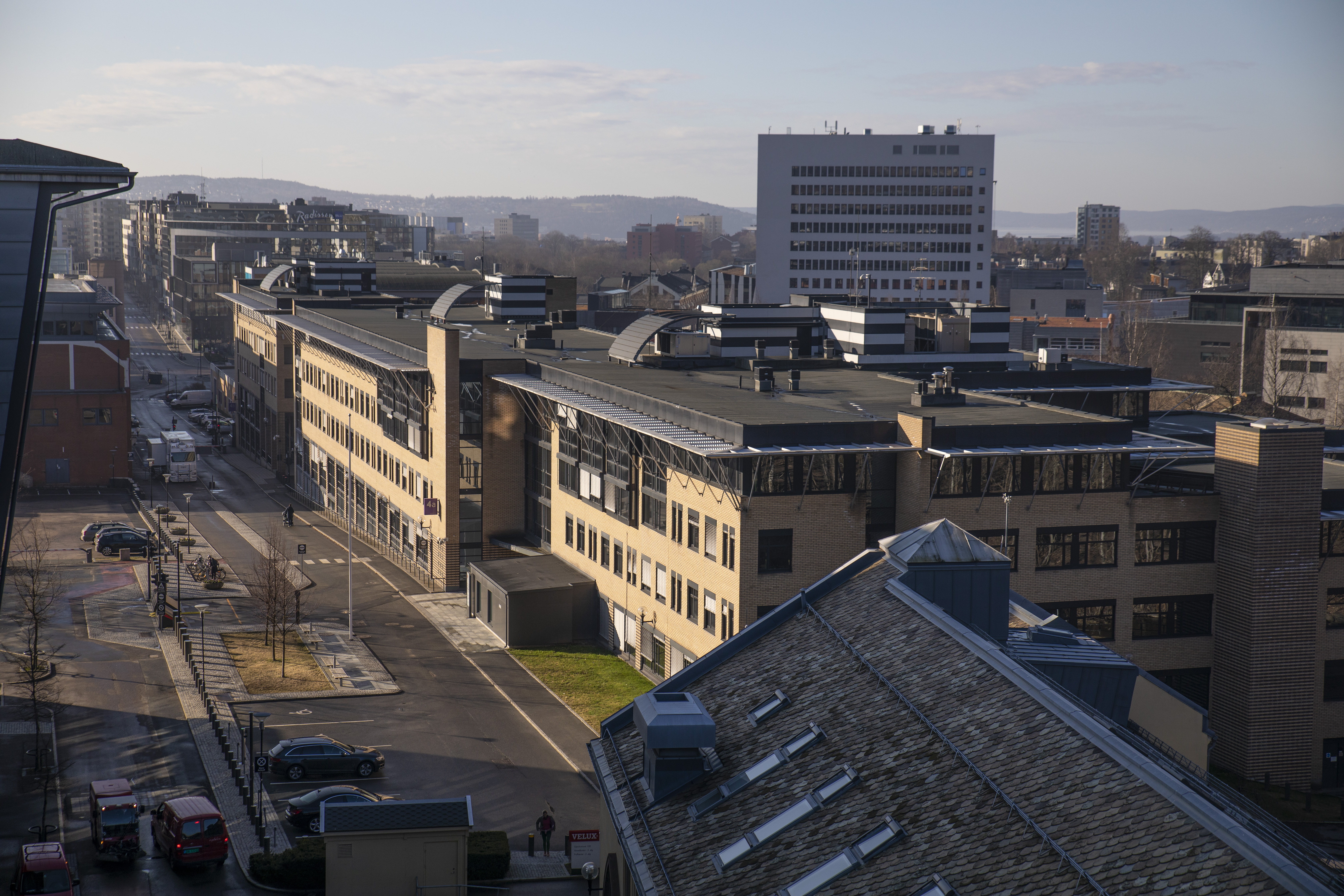
Justis- och beredskapsdepartementet lokaler i Nydaleni Oslo

Justis- och beredskapsdepartementet är det norska ministerium som ansvarar för frågor om bland annat rättsväsendet inklusive polisväsendet, brottsbekämpande inklusive terrorism, inhemska underrättelsetjänster, kriminalvård, krisberedskap och frågor som rör migration och asyl. Departementet ansvarar även för lagstiftningen. Departementet grundades 1818 och sysselsätter idag cirka 400 personer.[källa behövs] Dess underordnade organ sysselsätter omkring 30 000 personer.[källa behövs]